# Schoutedenapus
Schoutedenapus ist eine Vogelgattung in der Familie der Segler (Apodidae). Die beiden Vertreter der in Afrika endemischen Gattung ähneln äußerlich sehr stark den Apus-Arten. Bei beiden Schoutedenapus-Arten handelt es sich vermutlich um Standvögel. Die Arten zählen zu den seltensten bei den Seglern, der Schoutedensegler ist nur von fünf untersuchten Individuen bekannt und wurde noch nie im Feld beobachtet.

## Merkmale
Es handelt sich um Segler mittlerer Größe mit einer Körperlänge von ungefähr 16,5 Zentimetern. Beide Arten haben ein sehr einheitliches grau- oder schwarzbraunes Gefieder. Die Flügel sind lang, ab den Armschwingen laufen die Flügelenden sehr spitz zu. Der Schwanz ist tief gegabelt, im Flug wird der Schwanz häufig geschlossen gehalten. Der Grad der Einbuchtung der äußeren Steuerfeder ist ein Kennzeichen zur Altersbestimmung. 
Die Zehen sind anisodactyl angeordnet.
Der Maussegler bildet häufig große Schwärme und gibt einen auffallenden tickenden, metallisch klingenden Ruf von sich.

## Systematik
Wegen ihrer äußerlichen Ähnlichkeit wurden die beiden Arten dieser Gattung ursprünglich der Gattung Apus zugeordnet. Aufgrund ihrer abweichenden Zehenanordnung – anisodactyl statt wie bei den anderen Apus-Arten pamprodactyl – wurden die Arten von De Roo 1968 in eine eigene Gattung gestellt. Die Zuordnung dieser Gattung ist aufgrund widersprüchlicher Merkmale schwierig, so wurde neben der Zuordnung zur Tribus Apondini auch eine Zuordnung zur Unterfamilie Cypselodinae in Betracht gezogen. Die Lautäußerungen des Mausseglers wiederum ähneln den Klick-Lauten der echoortenden Salanganen, so dass die Gattung Schoutedenapus derzeit üblicherweise diesen zugeordnet wird.
Die folgenden Arten werden der Gattung zugerechnet:
- Maussegler (Schoutedenapus myoptilus)
- Schoutedensegler (Schoutedenapus schoutedeni)